# Jonas af Jochnick
Jonas Bertil Theodor David af Jochnick, född 14 augusti 1937, död 16 maj 2019, var en svensk entreprenör och filantrop.
af Jochnick grundade, tillsammans med sin bror Robert af Jochnick, företaget Oriflame 1967. Han gav bort en stor del av sin förmögenhet genom stiftelsen Jonas och Christina af Jochniks stiftelse.
Jonas af Jochnick är begravd på Djursholms begravningsplats.

## Utmärkelser
- H. M. Konungens medalj i guld av 12:e storleken i Serafimerordens band (Kon:sGM12mserafb, 2018) för betydande insatser inom svenskt näringsliv[5]
- Kungliga Patriotiska Sällskapets näringslivsmedalj i guld[6]
- Medicine hedersdoktor vid Karolinska institutet (med.dr. h.c. 2011)[7]
- Ekonomie hedersdoktor vid Handelshögskolan i Stockholm (ekon.dr h.c. 2001)
- Årets svensk i världen (2003)
- Söderbergska handelspriset (delat med Robert af Jochnick) (2007)